# Hirtopelta tufari
Hirtopelta tufari is een slakkensoort uit de familie van de Peltospiridae. De wetenschappelijke naam van de soort is voor het eerst geldig gepubliceerd in 2002 door L. Beck.